# Calometopus similis
Calometopus similis är en skalbaggsart som beskrevs av Ricchiardi 2001. Calometopus similis ingår i släktet Calometopus och familjen Cetoniidae. Inga underarter finns listade.